# Várorja
Várorja (románul: Nepos) település Romániában, Erdélyben, Beszterce-Naszód megyében.

## Fekvése
Naszódtól keletre, a Nagy-Szamos jobb partján fekvő település.

## Története
Várorja nevét 1717-ben említette először oklevél Varajra néven.
Későbbi névváltozatai: 1733-ban és 1750-ben Varare, 1760–1762 között Varaire, 1808-ban Vorária ~ Várorja, Voraire, 1839-ben Varara-Nepos, 1861-ben Nepos, 1913-ban Várorja.
A trianoni békeszerződés előtt Beszterce-Naszód vármegye Óradnai járásához tartozott.

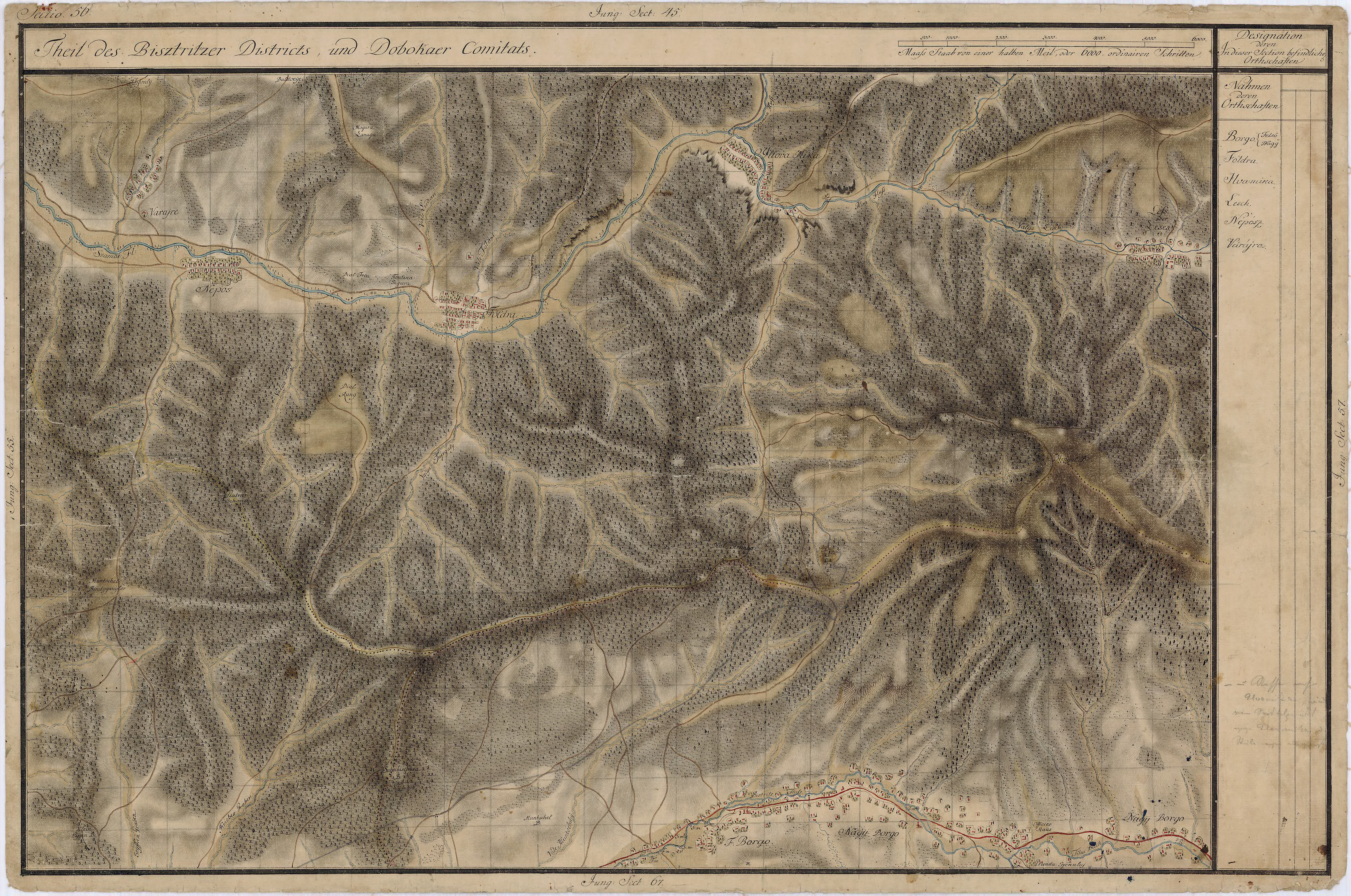
Várorja és környéke egy régi térképen